# 대한제국 고종 황제어새
대한제국 고종「황제어새」(大韓帝國 高宗「皇帝御璽」)는 서울특별시 종로구, 국립고궁박물관에 있는 대한제국 시대의 유물이다. 2009년 9월 2일 대한민국의 보물 제1618호로 지정되었다가, 2017년 1월 2일 부번 지정에 따라 보물 제1618-1호로 문화재 지정번호가 변경되었다.

## 갤러리

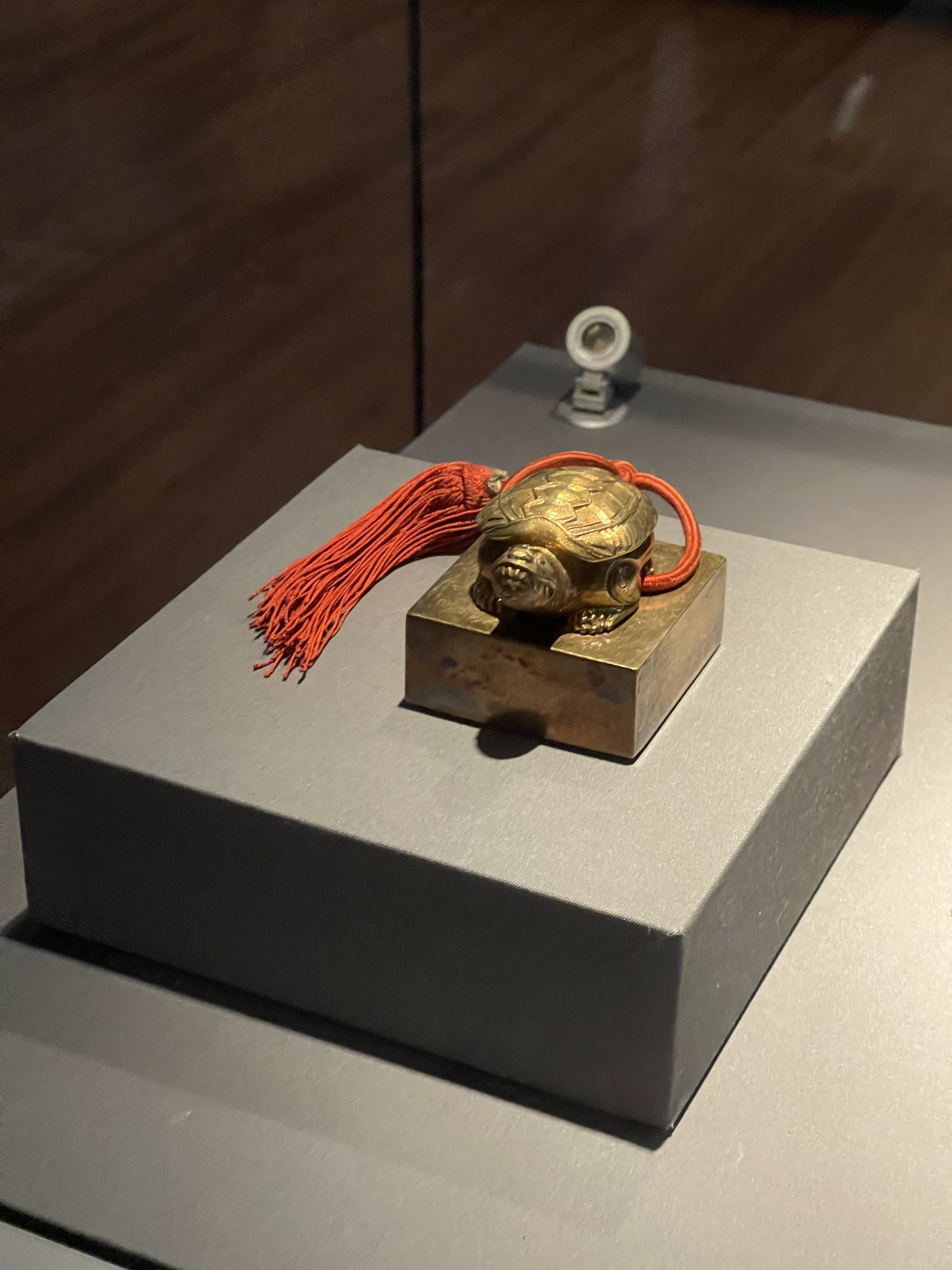

## 개요
조선왕조의 '대군주(大君主)' 고종(高宗)은 이웃 청국, 일본 등과 대등한 국가 위상을 확립하고자 1897년 10월에 대한제국(大韓帝國)으로 재출발하였다. 마치 한(漢)나라가 후한(後漢)으로 이어진 것과 같다는 뜻으로 황제의 연호도 후한의 개창제(開倉帝) 광무제(光武帝)의 연호를 빌려 광무(光武)라고 하였다. 대한제국은 황제국으로서 국사에 사용할 국새(國璽), 어새(御璽), 어보(御寶), 보인(寶印) 등을 모두 새로이 제작하였다. 현전하는 《보인부신총수》(寶印符信總數)』를 통해 그 실제를 알 수 있다.
그런데 국립고궁박물관의「황제어새(皇帝御璽)」는 이 책에 수록되어 있지 않아 논란의 여지가 있었다. 또한 대한제국의 어새류(御璽類)는 그 크기가 대개 方 10cm 전후로서, 큰 것은 方 12 cm(4寸3分)에서 작은 것은 方 9cm(3寸4分) 정도인데 이「황제어새」는 方 5.3cm 밖에 되지 않는다. 그러나 국가의 안위가 풍전등화에 놓인 상황에서 현재까지 확인한 이 어새의 아래와 같은 사용례로 볼 때, 이 어새가 공개적으로 사용하기 어려운 특별한 사정 아래 만들어진 것임을 알 수 있으며, 그러한 시대적 배경을 감안하면 이 「황제어새」가 『보인부신총수』에 등록되어 있지 않고 또 그 크기가 다른 어새들과 비교해 작게 제작되었으며 뿐만 아니라 어새를 보관한 함에 인주(印朱)함까지 함께 들어 있었던 이유가 분명해진다.
<국립고궁박물관 소장「황제어새」사용례>
1. 1903년(光武 7) 8월 15일 러시아 황제에게 비밀리에 보낸 친서
2. 1903년 11월 23일 이태리(義國) 君主에게 보낸 親書[3]

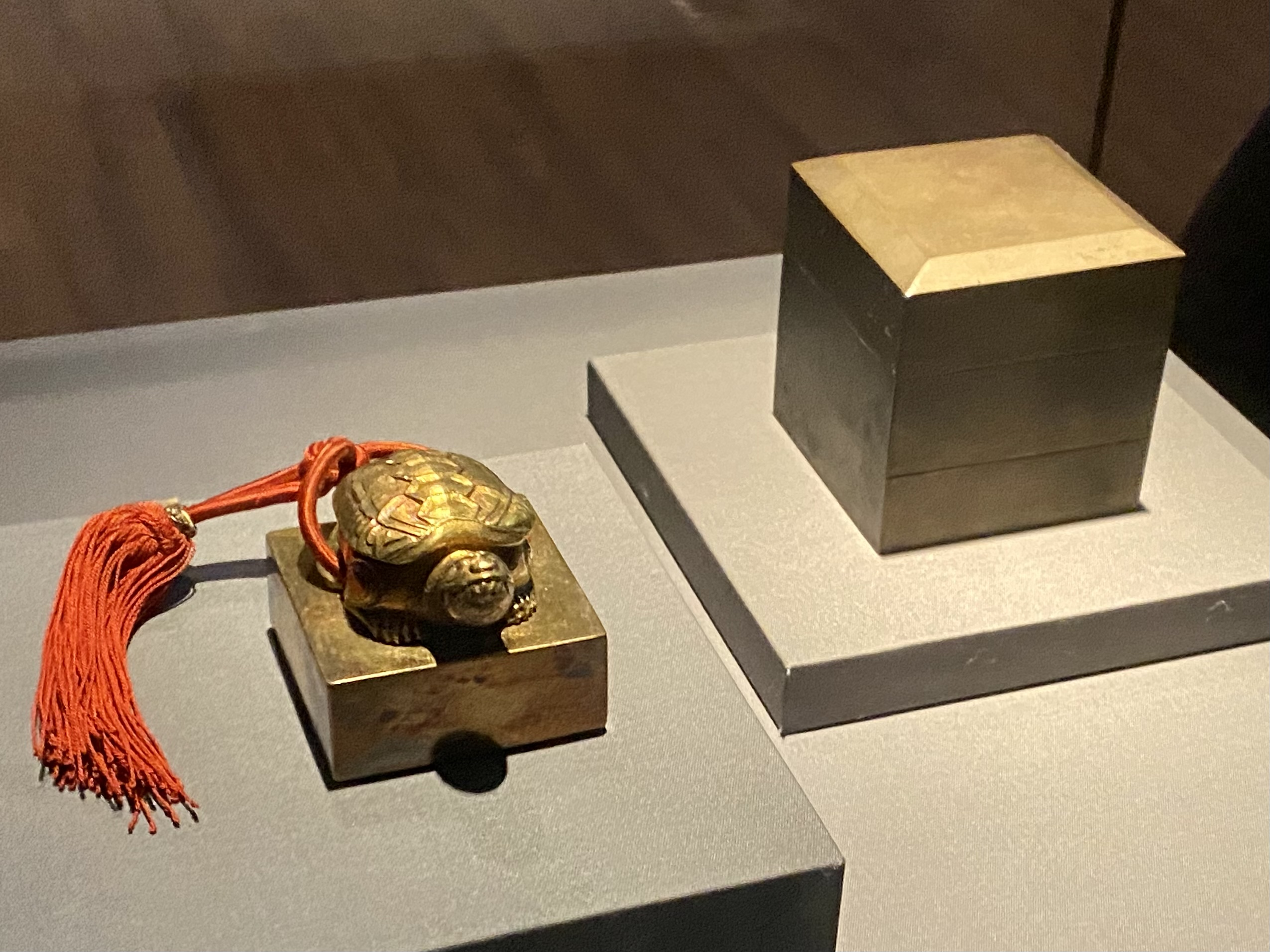
국립고궁박물관에 전시되어있는 고종황제 어새와 함

3. 국립고궁박물관에 전시되어있는 고종황제 어새와 함1904년 7월 1일 러시아 황제에게 보낸 친서
4. 1904년 9월 6일 러시아 황제에게 보낸 친서
5. 1904년 11월 20일 러시아 황제에게 보낸 친서
6. 1905년 1월 10일 러시아 황제에게 비밀리에 보낸 친서
7. 1905년 4월 3일 러시아 황제에게 보낸 친서
8. 1905년 11월 18일 이후 알렌 주한공사에게 보낸 백지 친서
9. 1906년 1월 독일 황제에게 보낸 친서
10. 1906년 6월 22일 호머 헐버트를 친서 전달 특별위원으로 임명하는 위임장
11. 1906년 6월 22일 수호통상조약을 체결한 5개국 국가원수들(러시아, 이태리, 프랑스, 오스트리아-항가리, 독일)에게 보낸 친서(5점)
12. 1906년 11월 1일 프랑스 대통령에 보낸 친서
13. 1907넌 4월 20일 러시아 황제에게 비밀리에 보낸 친서
14. 1909년 1월 1일 호머 헐버트에게 미국에 유학 간 조카(조남복)을 잘 돌보아 줄 것을 요청하는 서신
15. 1909년 10월 20일 상하이 독일계 은행에 예치한 재산을 찾기 위해 호머 헐버트에게 준 친서

위임장 이상의 사용례는 대부분 비밀 외교를 목적으로 발부한 친서에 사용한 것들이다.
(14)와 (15)는 헐버트에게 비외교적 업무의 목적으로 보낸 서한, 위임장에 사용한 경우이다. 위 사례들은 모두 사진 또는 복사물로 확보된 것인데, 한국에서 현재 현물로 접할 수 있는 것은 (14) 하나이며 국립고궁박물관이 소장한 「황제어새」와 이를 직접 대조한 결과 정확하게 일치하였다. 즉 고종은 황제재위시 여러 나라의 군주들에게 대한제국의 어려운 처지를 도와줄 것을 요청하는 친서(親書)에 이「황제어새」를 사용하였고, 황제위를 늑탈당한 후에도 이 어새를 사적으로 지니고 사용하였던 것을 알 수 있다.
「황제어새」는 1903년 8월 이후 러일전쟁 발발의 전운이 감도는 가운데 일본으로부터 국권을 위협받는 상황에서 고종황제가 국권을 지키기 위해 비밀 외교활동을 펼치면서 자신의 의사를 표시할 어새를 새로 만들 필요성을 가지게 되고, 기밀 유출 방지를 위해 내대신(內大臣)의 직제를 통하지 않고 황제 자신이 직접 관장하여 사용했기 때문에 휴대 비장(秘藏)하기에 적합한 크기로 제작되었던 것으로 볼 수 있다.
이런 관점에서 주목되는 것은 고종황제가 1902년 6월에 제국익문사(帝國益聞社)란 이름의 황제 직속의 비밀 정보기관을 창설한 사실이다. 현재 한국학중앙연구원의 장서각(藏書閣) 도서로 소장되어 있는 《제국익문사비보장정》(帝國益聞社秘報章程)에 따르면 통신사를 가장한 황제 직속의 이 국가정보기관은 한성에 본사를 두고 61명의 통신원을 두는 것으로 되어 있는데 동경, 오사카, 나가사키, 북경, 상해, 해삼위, 여순 등지에 상주하는 외국 통신원도 9인을 배정하고 있다. 고종황제가 외국 국가 원수들에게 보내는 비밀 친서들은 이들 요원 들의 손을 거쳐 전달되었을 가능성이 높다. 이 기관의 창설시기가 친서 사용례에 1년 전 정도라는 점도 이런 추정을 유리하게 해준다.
이상의 여러 사실들을 종합하면, 이 어새는 고종황제가 일본의 국권침탈에 대항해 국권을 지키기 위해 펼친 주권수호운동의 중대한 역사를 증명하는 유물로서 국가지정문화재로 지정하여 보호할 가치가 충분하다.

## 같이 보기
- 어보
- 국새 황제지보 (보물 제1628-2호)
- 국새 유서지보 (보물 제1628-3호)
- 국새 준명지보 (보물 제1628-4호)

## 참고 자료
- 대한제국 고종 황제어새 - 국가유산청 국가유산포털